# Sexmo de El Espinar
El sexmo de El Espinar es una división administrativa castellana de origen medieval perteneciente a la Comunidad de Ciudad y Tierra de Segovia.
Los sexmos son una división administrativa que, en un principio, equivalían a la sexta parte de un territorio determinado, generalmente comprendían una parte del término rural dependiente de una ciudad.

## Geografía

#### Límites
| Noroeste: Sexmo de San Martín              | Norte: Sexmo de San Martín, Sexmo de San Millán | Noreste: Sexmo de San Millán, Sexmo de Manzanares  |
| Oeste: Sexmo de San Martín                 |                                                 | Este: Sexmo de Manzanares                          |
| Suroeste: Tierras de Ávila                 | Sur: Sexmo de Casarrubios                       | Sureste: Sexmo de Manzanares, Sexmo de Casarrubios |
| ----Mapa interactivo — Sexmo de El Espinar |                                                 |                                                    |

## Comunidad de Ciudad y Tierra de Segovia
La Comunidad de Ciudad y Tierra de Segovia se divide en 10 sexmos, aunque en un principio fueron seis. De los sexmos que pertenecen a la Comunidad de Ciudad y Tierra de Segovia ocho se encuadran dentro de la actual provincia de Segovia y dos en la provincia de Madrid. Estos sexmos son:
- San Lorenzo
- Santa Eulalia
- San Millán
- la Trinidad
- San Martín
- Cabezas
- el Espinar
- Posaderas
- Lozoya
- Casarrubios

Anteriormente también formaron parte los de:
- Tajuña
- Manzanares
- Valdemoro

## Localidades del sexmo de El Espinar
El sexmo de la El Espinar, parte de las Comunidades Segovianas, está encabezado por la localidad de El Espinar y dividido en los siguientes pueblos:
- Peguerinos
- Dehesa de la Cepeda
- San Rafael
- La Estación de El Espinar
- Parte de Los Ángeles de San Rafael
- Gudillos
- Prados